# 盧斗哲
盧 斗哲（ロ・ドゥチョル、朝鮮語: 로두철、1950年10月2日 - ）は、朝鮮民主主義人民共和国の政治家。内閣副総理、国家計画委員長、朝鮮労働党中央委員会政治局委員、党中央委員会委員、国家体育指導委員会副委員長、朝鮮国際合弁総会社理事長、6.15共同宣言実践委員会名誉共同委員長。

## 経歴
1950年、咸鏡南道咸興市で生まれる。1992年に国家計画委員会電子自動化計画局局長に、1994年に国家計画委員会副委員長に就任した。1998年には最高人民会議第10期代議員に選出された。2003年に朴奉珠内閣で経済担当の内閣副総理に2009年に国家計画委員長に就任し、現在まで留任している。2010年に朝鮮労働党中央委員会委員に、2012年に政務局委員候補に、2016年に政務局委員に昇進した。
2006年に金正日総書記（国防委員長）と韓国の金大中大統領の間で締結された6.15南北共同宣言の宣言履行を目的とした6.15共同宣言実践北側委員会の名誉委員長に就任した。2013年に張成沢が粛清された際には李が張成沢に近い立場だったため、李武栄副首相と共に中国に亡命したと報道されたが、後に誤報だったことが分かった。2015年には玄永哲人民武力相とロシアを訪問し、金正恩委員長の訪露の準備をした。2018年に訪朝したブラジル議会上院議員代表団団長のフェルナンド・コロール・デ・メロ元大統領と会談した。
2019年12月28日に開催された朝鮮労働党中央委員会第7期第5回総会で内閣副総理・国家計画委員会委員長を解任された。

## 参考サイト
- 북한정보포털

| 先代金光麟 | 国家計画委員会委員長2009年 - 2019年 | 次代金日哲 |